# Жива фортеця
Жива фортеця (каз. жанди камал) - військове фортифікаційне укріплення, що складалось з коней або верблюдів, покладених на землю і зв'язаних між собою у вигляді кола або квадрата. Коні та верблюди могли залишатися живими або убивалися, жива фортеця використовувалася кочовиками Середньої Азії. Коні забезпечували надійний захист від головної зброї кочовиків стріл з луків, та гладкоствольної вогнепальної зброї.  Сторона що оборонялася концентрувалася на вогні по супротивнику і обороні «живого редута» в ближньому бою. До того ж коні та верблюди були дуже цінним трофеєм, тому якщо коні чи верблюди були живими то наступаюча сторона була незацікавлена їх знищувати і цим позбавляти себе бажаного трофею після перемоги. Використання живих фортець кочовиками було досить розповсюдженим під час захоплення Російською імперією території Середньої Азії в 19 столітті.